# Herman Israhel
Herman Israhel (Iserhel) var en lybsk politiker under första hälften av 1500-talet.

## Biografi
Israhel är känd i Sveriges historia som den rådsherre från Lübeck som underhandlade med Gustav Vasa om dennes skuld till staden och därmed sammanhängande frågor. Han framlade 1524 räkningar över skulden till kungen och Gustav Vasa beskyllde honom senare för att ha lockat Sverige till Gotlandståget 1524. Samma år hade han även beviljats tillstånd att bedriva handel i alla svenska köpstäder. Israhel vistades åter i Sverige 1526 för att förmå kungen till utbetalning. 1530 begav han sig på lybskt uppdrag till Magnus I av Sachsen-Lauenburg för att förmedla Gustavs giftermålsunderhandlingar rörande hertigens dotter och sändes av hertigen som underhandlare i samma ärende till Sverige. Om Israhels person är mycket lite känt. August Strindbergs skildring av honom i Gustav Vasa bygger på fri dikt.